# Universidad Federal de Lavras
La Universidad Federal de Lavras (UFLA) (en portugués: Universidade Federal de Lavras) es una Universidad pública federal brasileña, con sede en Lavras, en el estado de Minas Gerais. Es una institución autónoma, vinculada al Ministerio de Educación.

## Historia
Fundada por Samuel Rhea Gammon en 1908 con el nombre de Escuela Agrícola de Lavras, tuvo como primer director al agrónomo estadounidense Benjamin Harris Hunnicutt. En 1938 pasó a llamarse Escuela de Agricultura de Lavras (ESAL). La casa de estudios se federalizó en 1963.
El 15 de diciembre de 1994, por ley 8956, el presidente Itamar Franco elevó a ESAL a la condición de Universidad Federal de Lavras (UFLA). En 2006, la Guía del Estudiante eligió a UFLA como la tercera mejor universidad del país.
Desde el 5 de septiembre de 1987, la Universidad Federal de Lavras cuenta con una radio universitaria (FM 105,7). En 1999 incluyó una 
televisión universitaria (canal TVU 13-15 UHF), que actualmente tiene una audiencia de alrededor de 200 mil personas. Además cuenta con una editorial en la que se realizan publicaciones científicas relacionadas con la investigación que realiza la institución.

## Áreas académicas

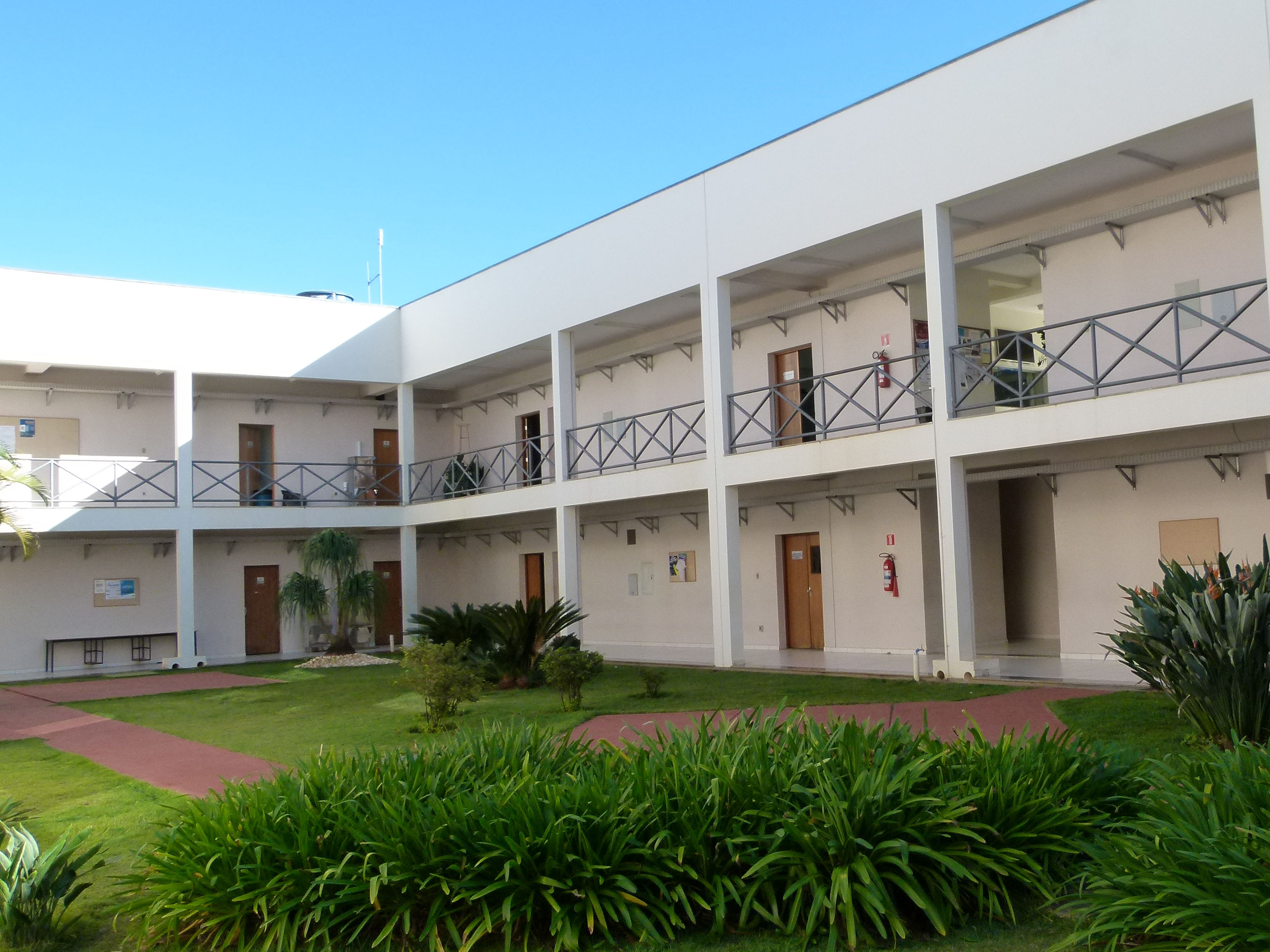
Departamento de Ciencias de la Computación

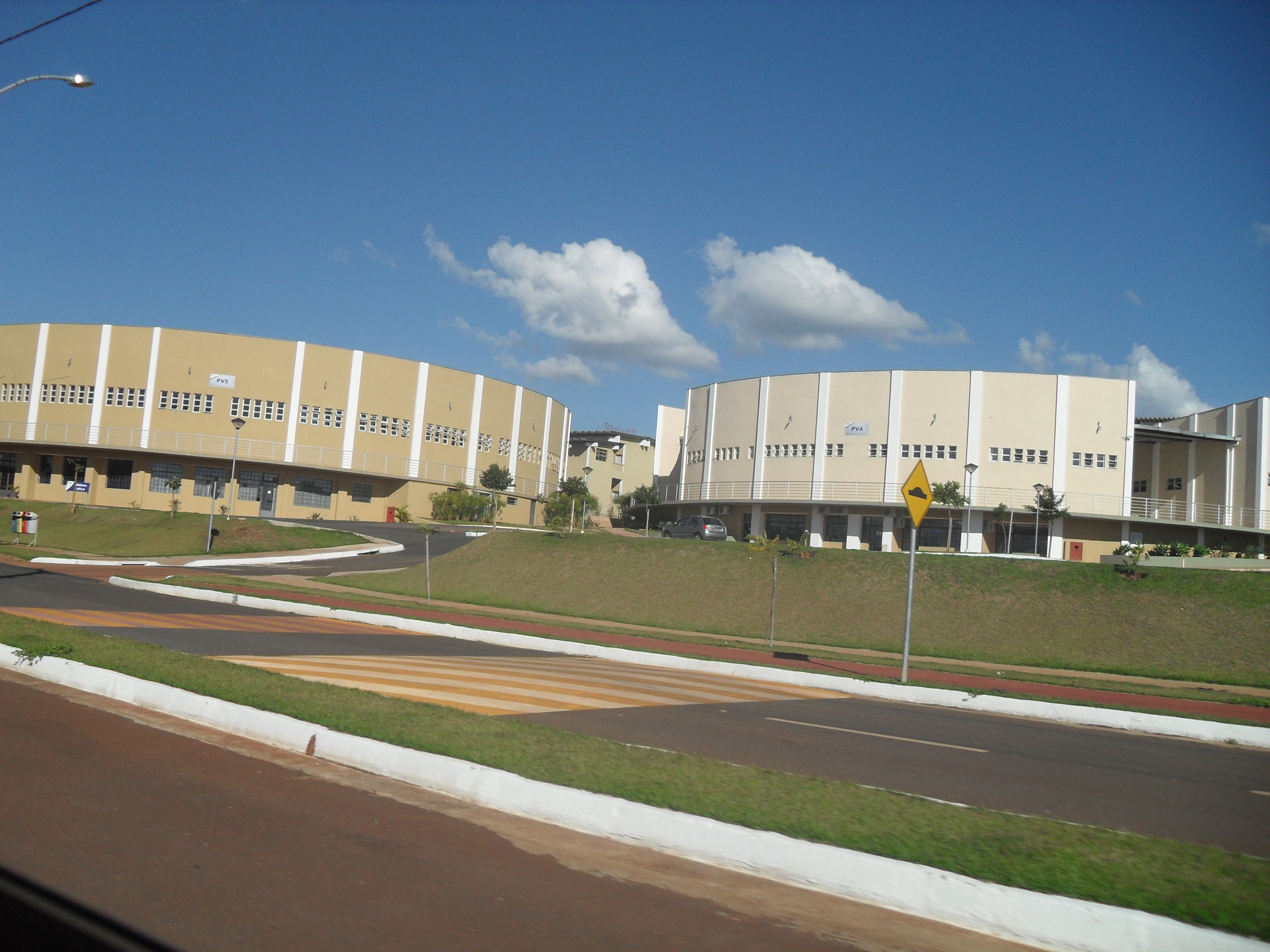
Pabellones 4 y 5

### Pregrado
| Área               | Programas académicos |
| ------------------ | --- |
| Ciencias sociales  | - Administración - Administración Pública - Derecho - Letras - Pedagogía |
| Ciencias naturales | - Ciencia animal - Agronomía - Ciencias Biológicas - Educación física - Ingeniería Agrícola - Ingeniería ambiental - Ingeniería en alimentos - Ingeniería civil - Ingeniería de Control y Automatización - Ingeniería física - Ingeniería Forestal - Ciencia de materiales - Ingeniería mecánica - Ingeniería química - Física - Medicina - Medicina veterinaria - Nutrición - Química |
| Ciencias formales  | - Ciencias de la computación - Matemáticas - Sistemas de información |
| Filosofía          | - Filosofía |

### Posgrado
| Área       | Programas académicos |
| ---------- | --- |
| Maestrías  | - Administración - Agroquímica - Biotecnología vegetal - Botánica aplicada - Ciencia de la computación - Ciencias de la salud / medicina II - Ciencia de los alimentos - Ciencia del suelo - Madeira ciencia y tecnología - Ciencias veterinarias - Ecología aplicada - Ingeniería agrícola - Ingeniería ambiental - Ingeniería de sistemas - Ingeniería de biomateriales - Ingeniería forestal - Entomología - Estadística y experimentación agrícola - Física - Fisiología Vegetal - Fitopatología - Fitotecnia - Genética y fitomejoramiento - Letras - Microbiología Agrícola - Plantas medicinales, aromáticas y de especias - Recursos hídricos en sistemas agrícolas - Zootecnia |
| Doctorados | - Administración - Agroquímica - Botánica aplicada - Ciencia de los alimentos - Ciencia del suelo - Madeira ciencia y tecnología - Ciencias veterinarias - Ecología aplicada - Ingeniería agrícola - Ingeniería de biomateriales - Ingeniería forestal - Entomología - Estadística y experimentación agrícola - Fisiología Vegetal - Fitopatología - Fitotecnia - Genética y fitomejoramiento - Microbiología Agrícola - Plantas medicinales, aromáticas y de especias - Recursos hídricos en sistemas agrícolas - Zootecnia |